# ジョアン・ヴィクトル
ジョアン・ヴィクトル（João Victor）ことジョアン・ヴィクトル・リマ・フェレイラ（João Victor Lima Ferreira、1999年2月25日 - ）は、ブラジルのサッカー選手。ポジションはMF、FW。Kリーグ1・大田ハナシチズン所属。
Jリーグ時代の登録名はジョアン　ヴィクトル。

## 経歴
パウリニアに生まれ、13歳からサッカーを始める。レッドブル・ブラガンチーノのユース出身で、2019年にグレミオ・オザスコと契約した。 
2019年1月23日にカルデンセでプロデビューを果たした。
2020年8月18日、プリメイラ・リーガのCDナシオナルに期限付き移籍。
2023年4月4日、マテウス・ブエノ・バチスタらとともにグアラニFCに加入。
2024年12月19日にJ2リーグの徳島ヴォルティスが期限付き移籍での加入を発表した。翌2025年1月6日にはグアラニFCからも買取オプション付きで期限付き移籍する旨が発表された。
2025年7月25日、徳島への期限付き移籍を終了し、2025年シーズン終了までKリーグ1の大田ハナシチズンへ期限付き移籍することが発表された。なお、Kリーグはこの日が夏の移籍期間の最終日であった。

## 個人成績
| 国内大会個人成績 | 国内大会個人成績 | 国内大会個人成績 | 国内大会個人成績 | 国内大会個人成績 | 国内大会個人成績 | 国内大会個人成績 | 国内大会個人成績 | 国内大会個人成績 | 国内大会個人成績 | 国内大会個人成績 | 国内大会個人成績 |
| 年度             | クラブ           | 背番号           | リーグ           | リーグ戦         | リーグ戦         | リーグ杯         | リーグ杯         | オープン杯       | オープン杯       | 期間通算         | 期間通算         |
| 年度             | クラブ           | 背番号           | リーグ           | 出場             | 得点             | 出場             | 得点             | 出場             | 得点             | 出場             | 得点             |
| 日本             | 日本             | 日本             | 日本             | リーグ戦         | リーグ戦         | リーグ杯         | リーグ杯         | 天皇杯           | 天皇杯           | 期間通算         | 期間通算         |
| ---------------- | ---------------- | ---------------- | ---------------- | ---------------- | ---------------- | ---------------- | ---------------- | ---------------- | ---------------- | ---------------- | ---------------- |
| 2025             | 徳島             | 19               | J2               | 8                | 3                | 1                | 0                | 0                | 0                | 9                | 3                |
| 通算             | J2               | J2               | カテゴリー       | 8                | 3                | 1                | 0                | 0                | 0                | 9                | 3                |
| 総通算           | 総通算           | 総通算           | 総通算           | 8                | 3                | 1                | 0                | 0                | 0                | 9                | 3                |

- Jリーグ初出場 - 2025年2月15日 J2第1節 対藤枝MYFC (藤枝総合運動公園サッカー場)